# European Open (tennis)
European Open er en ATP Tour 250 tennisturnering for mænd, der finder sted i Antwerpen, Belgien. Den spilles indendørs på hardcourt.  

## Tidligere finaler

### Singles
| År   | Vinder                | Finalist          | Score                     |
| ---- | --------------------- | ----------------- | ------------------------- |
| 2016 | Richard Gasquet       | Diego Schwartzman | 7−6 (7−4), 6−1            |
| 2017 | Jo-Wilfried Tsonga    | Diego Schwartzman | 6-3, 7-5                  |
| 2018 | Kyle Edmund           | Gaël Monfils      | 3-6, 7-6 (7-2), 7-6 (7-4) |
| 2019 | Andy Murray           | Stan Wawrinka     | 3–6, 6–4, 6–4             |
| 2020 | Ugo Humbert           | Alex de Minaur    | 6-1, 7-6 (7-4)            |
| 2021 | Jannik Sinner         | Diego Schwartzman | 6−2, 6−2                  |
| 2022 | Félix Auger-Aliassime | Sebastian Korda   | 6−3, 6−4                  |
| 2023 | Alexander Bublik      | Arthur Fils       | 6−4, 6−4                  |
| 2024 | Roberto Bautista Agut | Jiří Lehečka      | 7−5, 6−1                  |

### Doubles
| År   | Vinder                                    | Finalist                             | Score                 |
| ---- | ----------------------------------------- | ------------------------------------ | --------------------- |
| 2016 | Daniel Nestor Édouard Roger-Vasselin      | Pierre-Hugues Herbert Nicolas Mahut  | 6–4, 6–4              |
| 2017 | Scott Lipsky Divij Sharan                 | Santiago González Julio Peralta      | 6–4, 2–6, [10–5]      |
| 2018 | Nicolas Mahut Édouard Roger-Vasselin (2)  | Marcelo Demoliner Santiago González  | 6–4, 7–5              |
| 2019 | Kevin Krawietz Andreas Mies               | Rajeev Ram Joe Salisbury             | 7–6(7–1), 6–3         |
| 2020 | John Peers Michael Venus                  | Rohan Bopanna Matwé Middelkoop       | 6–3, 6–4              |
| 2021 | Nicolas Mahut (2) Fabrice Martin          | Wesley Koolhof Jean-Julien Rojer     | 6–0, 6–1              |
| 2022 | Tallon Griekspoor Botic van de Zandschulp | Rohan Bopanna Matwé Middelkoop       | 3–6, 6–3, [10–5]      |
| 2023 | Petros Tsitsipas Stefanos Tsitsipas       | Ariel Behar Adam Pavlásek            | 6–7(5–7), 6–4, [10–8] |
| 2024 | Alexander Erler Lucas Miedler             | Robert Galloway Aleksandr Nedovyesov | 6–4, 1–6, [10–8]      |